# Watercolor Eyes
Watercolor Eyes (englisch für „Aquarell-Augen“) ist ein Lied der US-amerikanischen Popsängerin Lana Del Rey.

## Entstehung und Artwork
Watercolor Eyes wurde von der Interpretin selbst, zusammen mit dem kanadischen Koautor Nasri Atweh geschrieben. Zusammen mit dem US-amerikanischen Musiker Drew Erickson war Atweh auch für die Produktion verantwortlich. Während Del Rey erstmals mit Atweh arbeitete, war Erickson schon an der Produktion zu Blue Banisters beteiligt. Beide waren darüber hinaus für das Einspielen der Instrumente zuständig, beim Schlagzeug wurden sie dabei von Jim Keltner unterstützt. Die Abmischung sowie technische Betreuung erfolgte durch den US-amerikanischen Musiker Michael Harrison und den britischen Musiker Dean Reid. Reid arbeitete erstmals für Dark Paradise mit Del Rey zusammen, das als Teil von Del Rey zweitem Studioalbum Born to Die im Jahr 2012 erschien. Seitdem ist er regelmäßig an Produktionen von ihr beteiligt. Das Mastering erfolgte wie schon bei Honeymoon, Lust for Life und Blue Banisters durch Gateway Mastering in Portland (Maine), unter der Leitung von Adam Ayan. Die Aufnahmen erfolgten in den Capitol Studios in Hollywood, Los Angeles.
Ein offizielles Frontcover zur Singles gibt es nicht. Das verwendete Coverbild zeigt lediglich Zendaya, die Hauptdarstellerin von Euphoria, sowie die Aufschrift: „HBO Original, Euphoria, Season 2 Soundtrack“. Zendaya selbst ist von ihrer linken Seite aus, mit geschlossenen Augen und leicht nach rechts geneigtem Kopf zu sehen, während ihr Körper von vorne angestrahlt wird.

## Veröffentlichung und Promotion
Die Erstveröffentlichung von Watercolor Eyes erfolgte als Single am 21. Januar 2022. Diese erschien als Einzeltrack zum Download und Streaming durch die Musiklabels Interscope Records und Polydor. Während das Lied durch Universal Music vertrieben wurde, erfolgte der Verlag durch Peace Baby Music und Sony Music Publishing.
Watercolor Eyes war Teil der zweiten Staffel der Jugendfernsehserie Euphoria. Das Lied war teilweise während des Trailers für die dritten Folge Ruminations: Big and Little Bullys und beim Abspann dieser Folge zu hören, wobei hier eine leicht geänderte Fassung verwendet wurde. Die Folge feierte am 23. Januar 2022 Weltpremiere. Bereits am 10. Januar 2022 wurde das Lied geleaked. Am 17. Januar 2022 wurde die Veröffentlichung und Verwendung für Euphoria erstmals bestätigt.

## Inhalt
Der Liedtext zu Watercolor Eyes ist in englischer Sprache verfasst und bedeutet ins Deutsche übersetzt so viel wie „Aquarell-Augen“. Die Musik und der Text wurden gemeinsam von Nasri Atweh und Lana Del Rey geschrieben beziehungsweise komponiert. Musikalisch bewegt sich die Ballade im Bereich des Indie-Pops. Das Tempo beträgt 120 Schläge pro Minute. Die Tonart ist G-Dur. Inhaltlich weist das Stück einige Referenzen auf die Beziehungen der Hauptdarsteller von Euphoria auf.
Aufgebaut ist das Lied auf drei Strophen, einem Refrain und einem Outro. Es beginnt mit der ersten Strophe, die sich aus lediglich drei Zeilen zusammensetzt. Es schließt sich zunächst der sogenannte „Pre-Chorus“ an, ehe der Hauptteil des Refrains einsetzt. Der Pre-Chorus ist dabei mehr als doppelt so lange wie der eigentliche Refrain. Der gleiche Vorgang wiederholt sich mit der zweiten Strophe. Nach dem zweiten Refrain folgt die dritte Strophe, ehe das Lied mit dem Outro endet. Diese lautet: „Oh-oh. Hey, hey. Why? That don’t make it right“ (englisch für „Oh-oh. Hey, hey. Warum? Das macht es nicht richtig“).
| „Watercolor eyes. Watercolor eyes. That don’t make it right.“ – Refrain, Originalauszug | „Aquarell-Augen. Aquarell-Augen. Das macht es nicht richtig.“ – Refrain, Übersetzung |

## Mitwirkende
| Liedproduktion - Nasri Atweh: Instrumentalist, Komponist, Liedtexter, Musikproduzent - Adam Ayan: Mastering - Lana Del Rey: Gesang, Komponist, Liedtexter - Drew Erickson: Instrumentalist, Musikproduzent - Michael Harrison: Abmischung, Toningenieur - Jim Keltner: Schlagzeug - Dean Reid: Abmischung, Toningenieur | Unternehmen - Capitol Studios: Tonstudio - Gateway Mastering: Tonstudio - Interscope Records: Musiklabel - Polydor: Musiklabel - Universal Music: Vertrieb |

## Rezeption

### Rezensionen
Emily Zemler vom Rolling Stone nannte beschrieb Watercolor Eyes als „Moody single“ (englisch für „stimmungsvolle Single“).
Alex Gallagher vom New Musical Express beschrieb das Lied als „schleichende Ballade“. Del Rey singe über einem Bett aus sanft gezupften, halllastigen Gitarren und zurückhaltender Perkussion („The slow-burning ballad sees Del Rey sing above a bed of gently-plucked, reverb-heavy guitars and understated percussion“).

### Chartplatzierungen
Watercolor Eyes verfehlte in Deutschland den Einstieg in die offiziellen Singlecharts, konnte sich jedoch auf Rang 90 der Downloadcharts platzieren. In den britischen Singlecharts konnte sich Watercolor Eyes eine Woche platzieren und erreichte dabei Rang 87. Die Single wurde zum 31. Charthit für Del Rey als Interpretin im Vereinigten Königreich, in ihrer Autorenfunktion ist es der 29. Charterfolg in den britischen Singlecharts. In den Billboard Global 200 stieg das Lied auf Rang 101 ein.

### Auszeichnungen für Musikverkäufe
| Land/Region     | Auszeichnungen für Musikverkäufe (Land/Region, Auszeichnung, Verkäufe) | Verkäufe |
| --------------- | ---------------------------------------------------------------------- | -------- |
| Brasilien (PMB) | Gold                                                                   | 20.000   |
| Insgesamt       | 1× Gold ·                                                              | 20.000   |

Hauptartikel: Lana Del Rey/Auszeichnungen für Musikverkäufe

## Trivia
Im Liedtext befindet sich die Zeile „sweet like rock candy“ (englisch für „süß wie Kandiszucker“). Die Medien spekulieren, ob das eine Referenz zu Rock Candy Sweet sei, dem ursprünglich geplanten Titel für das im Jahr zuvor erschienene Album Blue Banisters.